# Église Saint-Maurice d'Ohis
L'église Saint-Maurice d'Ohis est une église située à Ohis, en France.

## Description
L'église ne présente pas de signe extérieur de fortification. Cependant, elle dispose d'une salle de défense intérieure, située au-dessus du chœur. L'accès se fait depuis la sacristie. La toiture du clocher, la croix et le coq ont été rénovés en 2006.

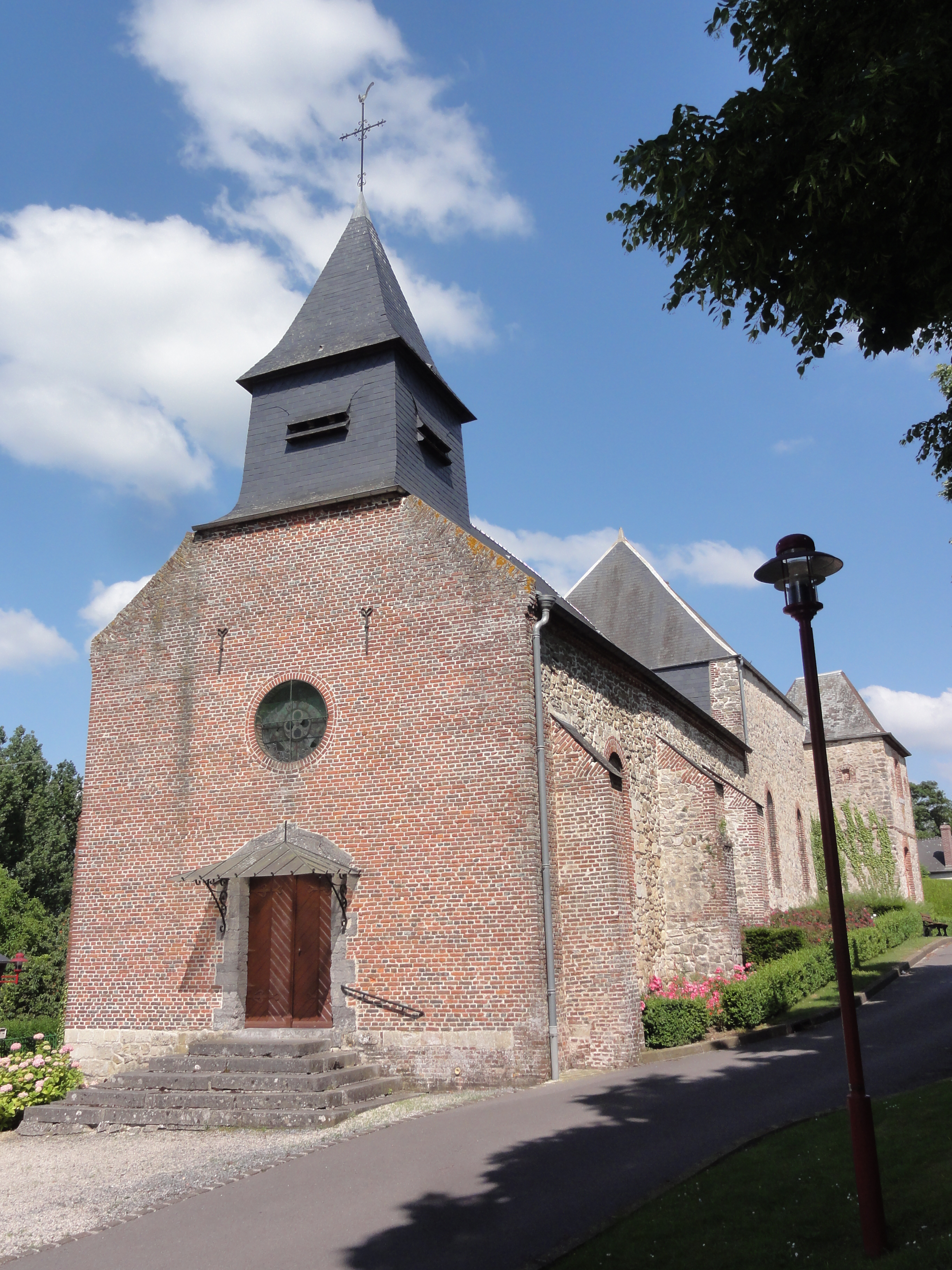
L'église en 2014 avec le clocher rénové.

## Localisation
L'église est située sur la commune de Ohis, dans le département de l'Aisne.